# 경기고속의 시외버스 노선
경기고속은 경기도의 시외버스, 고속버스, 공항버스 면허를 보유하고 이들 지역에 시외버스를 운영하고 있으며, 서울특별시, 인천광역시, 강원특별자치도, 충청남도, 충청북도, 대전광역시, 세종특별자치시, 전북특별자치도, 전라남도, 광주광역시, 경상북도, 경상남도, 울산광역시 등의 지역에도 시외버스를 운영하고 있다. 

## 고속버스
2019년 4월 기준이다. 모든 노선이 시외버스에서 고속버스로 전환된 노선이다.
| 운행 노선     | 공동 운행사       | 운행구간 | 운행구간 | 운행구간 | 경유지     | 운행 대수 | 운행 대수 | 비고                                                                       |
| 운행 노선     | 공동 운행사       | 운행구간 | 운행구간 | 운행구간 | 경유지     | 일반      | 우등      | 비고                                                                       |
| ------------- | ----------------- | -------- | -------- | -------- | ---------- | --------- | --------- | -------------------------------------------------------------------------- |
| 서울 ↔ 밀양   | 천일고속 한일고속 | 서울경부 | ↔        | 밀양     | 선산휴게소 | 1         | 1         | 2016년 3월 2일 신설 인가 2016년 5월 4일 신설                               |
| 서울 ↔ 영월   |                   | 서울경부 | ↔        | 영월     |            | 2         | 1         |                                                                            |
| 서울 ↔ 충주   | 대원고속          | 서울호남 | ↔        | 충주     |            | 2         | 3         | 2021년 7월부터 프리미엄 고속버스 운행 개시                                 |
| 동서울 ↔ 구미 |                   | 동서울   | ↔        | 구미     | 선산(일반) | 3         | 13        | 2013년 3월 2일 고속버스 노선으로 전환 2014년 9월 29일 일반 중간경유지 추가 |
| 동서울 ↔ 충주 | 대원고속          | 동서울   | ↔        | 충주     |            | 1         | 3         |                                                                            |

## 시외버스
동서울종합버스터미널 (구의동) 출발 노선
- ● R1336번 : 동서울 ↔ 장호원 ↔ 감곡 (대원고속과 공동 운행)
- ● R1801번 : 동서울 ↔ 인천[2]
- ● R1809번 : 동서울 ↔ 여주
- ● R3000번 : 동서울 ↔ <세종포천고속도로 경유> ↔ 포천 ↔ 신철원[3]
- ● R3001-1번 : 동서울 ↔ 포천 ↔ 관인 ↔ 동송[4]
- ● R3002번 : 동서울 ↔ 의정부 ↔ 송우리 ↔ 포천 ↔ 양문 ↔ 신철원 ↔ 와수리[5]
- ● R8103번 : 동서울 ↔ 이천
- ● R8153번 : 동서울 ↔ 안성 ↔ 동아방송예술대학교 (대원고속과 공동 배차)
- ● 동서울 ↔ 원주
- ● 동서울 ↔ 고한 ↔ 태백 (영암고속, 화성고속과 공동 운행)
- ● 동서울 ↔ 영월 ↔ 태백 (영암고속, 화성고속과 공동 운행)
- ● 동서울 ↔ 봉화 ↔ 춘양
- ● 동서울 ↔ 제천 (대원고속, 코리아와이드대성, 영암고속, 화성고속과 공동 운행)
- ● 동서울 ↔ 제천남부 ↔ 제천 ↔ 세명대학교 (대원고속과 공동 운행)
- ● 동서울 ↔ 일죽 ↔삼성 ↔ 꽃동네 (일부 시간대 맹동까지 운행)
- ● 동서울 ↔ 수안보 (주덕, 용원, 건국대학교 경유)
- ● 동서울 ↔ 단양 ↔ 구인사
- ● 동서울 ↔ 증평 ↔ 괴산
- ● 동서울 ↔ 대소 ↔ 무극 ↔ 음성
- ● 동서울 ↔ 증평 ↔ 충북보건과학대학교
- ● 동서울 ↔ 임실 ↔ 오수 ↔ 남원 (일부 시간대 남해까지 운행, 호남고속과 공동 운행)
- ● 동서울 ↔ 익산 ↔ 군산 (전북고속, 호남고속과 공동 운행)
- ● 동서울 ↔ 김제 ↔ 부안
- ● 동서울 ↔ 순천 ↔ 여수 (전북고속, 금호고속과 공동 운행)
- ● 동서울 ↔ 문경 ↔ 풍양 ↔ 안계
- ● 동서울 ↔ 점촌 ↔ 상주 (대원고속과 공동 운행)
- ● 동서울 ↔ 용궁 ↔ 예천 ↔ 경북도청
- ● 동서울 ↔ 영주 (풍기 경유, 코리아와이드경북과 공동 운행)
- ● 동서울 ↔ 안동 ↔ 용상 ↔ 안동대학교 ↔ 진보 ↔ 입암 ↔ 영양
- ● 동서울 ↔ 안동 ↔ 용상 ↔ 안동대학교 ↔ 진보 ↔ 청송 ↔ 주왕산
- ● 동서울 ↔ 안동 ↔ 영덕  ↔ 영해
- ● 동서울 ↔ 김천 ↔ 성주
- ● 동서울 ↔ 시지 ↔ 경산 ↔ 청도
- ● 동서울 ↔ 영주 ↔ 울진 ↔ 온정

서울고속버스터미널 & 센트럴시티 (경부터미널, 호남터미널) 출발 노선
- ● 서울호남 ↔ 증평 ↔ 괴산
- ● 서울경부 ↔ 예천 ↔ 경북도청
- ● 서울경부 ↔ 울진 ↔ 온정
- ● 서울경부 ↔ 영주 (풍기 경유, 코리아와이드경북과 공동 운행)
- ● 서울경부 ↔ 안동 (대원고속과 공동 운행)
- ● 서울경부 ↔ 안동 ↔ 영덕
- ● 서울경부 ↔ 단양 ↔ 구인사

서울남부버스터미널 (서초동) 출발 노선
- ● 서울남부 ↔ 일죽 ↔ 충주

인천 (관교동) 출발 노선
- ● R8801번 : 인천 ↔ 청강문화산업대학 ↔ 이천 (대원고속과 공동 운행)
- ● R8805번 : 인천 ↔ 수원역 ↔ 수원[6]
- ● 인천 ↔ 강릉 (대원고속, 동해상사고속, 강원여객, 강원흥업과 공동 운행)
- ● 인천 ↔ 원주 (대원고속과 공동 운행)
- ● 인천 ↔ 영월 ↔ 태백
- ● 인천 ↔ 정읍 (호남고속과 공동 운행)
- ● 인천 ↔ 서수원 ↔ 오산 ↔ 덕과 ↔ 남원 (금호고속과 공동 운행)
- ● 인천 ↔ 안산 ↔ 광양 ↔ 동광양
- ● 인천 ↔ 안산 ↔ 순창 ↔ 담양
- ● 인천 ↔ 김제 ↔ 고창
- ● 인천 ↔ 안산 ↔ 고흥
- ● 인천 ↔ 김제 ↔ 부안 (호남고속과 공동 운행)
- ● 인천 ↔ 안산 ↔ 울산 (아성고속, 천마고속과 공동 운행)
- ● 인천 ↔ 안산 ↔ 경주 ↔ 포항 (금남고속 윤번배차로 운행)
- ● 인천 ↔ 안산 ↔ 원동 ↔ 완도

의정부 출발 노선
- ● R3001번 : 의정부 ↔ 송우리 ↔ 포천 ↔ 양문 ↔ 영북면 ↔ 화지리[7]
- ● 의정부 ↔ 충주 (서울고속과 공동 운행)

하남 출발 노선
- ● 하남 ↔ 경기광주 ↔ 강릉
- ● 하남 ↔ 경기광주 ↔ 천안
- ● 하남 ↔ 경기광주 ↔ 대전
- ● 하남 ↔ 경기광주 ↔ 원주 ↔ 제천 (일부 시간대 구인사까지 운행)
- ● 하남 ↔ 경기광주 ↔ 광주광역시 (광신고속과 공동 운행)

성남 출발 노선
- ● 성남 ↔ 이천 ↔ 문막 ↔ 원주 (대원고속과 공동 운행)
- ● 성남 ↔ 강릉
- ● 성남 ↔ 동해 ↔ 삼척 (강원흥업과 공동 운행)
- ● 성남 ↔ 문막 ↔ 원주 ↔ 영월 (일부 시간대 이천 경유)
- ● 성남 ↔ 문막 ↔ 원주 ↔ 단양
- ● 성남 ↔ 이천 ↔ 장호원 ↔ 감곡 ↔ 음성
- ● 성남 ↔ 충주
- ● 성남 ↔ 일죽 ↔ 충주 ↔ 수안보
- ● 성남 ↔ 군산 (충남고속, 금남고속과 공동 운행)
- ● 성남 ↔ 전북혁신도시 ↔ 정읍
- ● 성남 ↔ 순천 ↔ 여수 (전북고속, 금호고속과 공동 운행)
- ● 성남 ↔ 영주 ↔ 안동 (코리아와이드경북과 공동 운행)
- ● 성남 ↔ 경주 ↔ 포항
- ● 성남 ↔ 신복 ↔ 울산

이천 출발 노선
- ● 이천 ↔ 여주 ↔ 강릉
- ● 이천 ↔ 천안 (일부 시간대 온양까지 운행, 대원고속과 공동 운행)
- ● 이천 ↔ 광주 (광신고속과 공동 배차)

오산 출발 노선
- ● 오산 ↔ 송탄 ↔ 평택 ↔ 공도 ↔ 안성 ↔ 죽산 ↔ 일죽 ↔ 생극 ↔ 충주
- ● 오산 ↔ 송탄 ↔ 평택 ↔ 광주광역시 (광신고속과 공동 운행)

평택 출발 노선
- ● 평택 ↔ 송탄 ↔ 오산 ↔ 강릉
- ● 평택 ↔ 송탄 ↔ 오산 ↔ 속초

수원 출발 노선
- ● R8218번 : 수원 ↔ 원주 (우만동, 문막 경유, 경남여객, 금강고속, 대원고속과 공동 운행)
- ● 수원 ↔ 충주 (우만동, 일죽 경유, 대원고속, 친선고속과 공동 운행)
- ● 수원 ↔ 음성 (태평리, 장호원 경유, 친선고속과 공동 운행)
- ● 수원 ↔ 영통 ↔ 순천 ↔ 여천 ↔ 여수 (금호고속, 동양고속과 공동 운행)
- ● 수원 ↔ 점촌 (우만동, 문경 경유, 친선고속과 공동 운행)
- ● 수원 ↔ 오산 ↔ 경주 ↔ 포항
- ● 서수원 ↔ 수원 ↔ 오산 ↔ 울산 (아성고속, 천마고속과 공동 운행)
- ● 수원 ↔ 향남 ↔ 영광 ↔ 함평 ↔ 무안

부천 출발 노선
- ● 부천 ↔ 안양 ↔ 속초 (대원고속과 공동 운행)
- ● 부천 ↔ 안양 ↔ 강릉 (대원고속과 공동 운행)
- ● 부천 ↔ 안양 ↔ 원주 (대원고속과 공동 운행)
- ● 부천 ↔ 안양 ↔ 충주 ↔ 문경 ↔ 점촌 ↔ 상주 (대원고속과 공동 운행)
- ● 부천 ↔ 인천 ↔ 영광 ↔ 함평 ↔ 무안 (금호고속과 공동 운행)
- ● 부천 ↔ 군산 ↔ 익산 (전북고속, 호남고속과 공동 운행)
- ● 부천 ↔ 광주 (대원고속, 광신고속과 공동 운행)
- ● 부천 ↔ 안산 ↔ 순천 ↔ 여수
- ● 부천 ↔ 안산 ↔ 목포 (대원고속과 공동 운행)
- ● 부천 ↔ 안양 ↔ 영주 ↔ 안동
- ● 부천 ↔ 안양 ↔ 경주 ↔ 포항
- ● 부천 ↔ 서수원 ↔ 수원 ↔ 오산 ↔ 울산 (천마고속과 공동 운행)

안산 출발 노선
- ● 안산 ↔ 군포 ↔ 장평 ↔ 강릉 (대원고속, 동해상사고속, 강원여객과 공동 배차)

고양종합터미널 (백석동) 출발 노선
- ● 고양 ↔ 원주 ↔ 제천 ↔ 영월
- ● 고양 ↔ 고양화정 ↔ 청주
- ● 고양 ↔ 부천 ↔ 마산 ↔ 창원
- ● 고양 ↔ 의정부 ↔ 영주 ↔ 안동

원주 출발 노선
- ● 원주 ↔ 천안 (대원고속, 금남고속과 공동 운행)
- ● 원주 ↔ 청주(흥업, 귀래, 야동, 목행, 충주, 주덕,증평 경유)
- ● 원주 ↔ 충주(완행노선)

천안 출발 노선
- ● R8407번 : 천안 ↔ 공도 ↔ 안성 ↔ 죽산 ↔ 일죽 ↔ 이천 ↔ 개군 ↔ 양평
- ● 천안 ↔ 안성 ↔ 여주
- ● 천안 ↔ 안성 (일부 시간대 아산까지 운행, 대원고속, 충남고속과 공동 운행)

충주 출발 노선
- ● 충주 ↔ 용인
- ● 충주 ↔ 강릉 (강원여객과 공동 운행)

기타 출발 노선
- ● 군산 ↔ 평택 ↔ 송탄
- ● 춘천 ↔ 홍천 ↔ 원주 ↔ 순천
- ● 안양 ↔ 안산 ↔ 영광 ↔ 목포
- ● 여수 ↔ 순천 ↔ 경주 ↔ 포항
- ● 구미 ↔ 마산 ↔ 창원(구미공단, 구미복지 경유)

## 공항버스
김포공항 출발 노선
- ● A5100번 : 김포공항 ↔ 성남 세이브존
- ● A5200번 : 김포공항 ↔ 오리역 (일부 시간대 단국대학교 죽전캠퍼스까지 운행)
- ● A7300번 : 김포공항 ↔ 수도권제1순환고속도로(경유) ↔ 의정부 (킨텍스 미경유)

인천국제공항 출발 노선
- ● A4800번 : 인천국제공항 ↔ 덕소 (다산지구, 갈매지구, 별내지구 경유)
- ● A5000번 : 인천국제공항 ↔ 운중동 (2014년 7월 1일 신설, 판교역, 시흥하늘휴게소 경유)
- ● A5300번 : 인천국제공항 ↔ 성남 을지대학교
- ● A5400번 : 인천국제공항 ↔ 오리역 (일부 시간대 단국대학교 죽전캠퍼스까지 운행)
- ● A5500번 : 인천국제공항 ↔ 감일문화공원 (2023년 11월 17일에 재개통후 가천대 경유, 김포공항 미경윺)
- ● A5600번 : 인천국제공항 ↔ 문산역 (2014년 4월 1일 신성운수로부터 양도)
- ● A7100번 : 인천국제공항 ↔ 서부로 ↔ 양주역 ↔ 덕계역 ↔ 지행역 ↔ 소요산역 ↔ 연천공영버스터미널
- ● A7200번 : 인천국제공항 ↔ 수도권제1순환고속도로(경유) ↔ 의정부 (고양시 구간은 미경유)
- ● A7400번 : 인천국제공항 ↔ 원당역
- ● A7500번 : 인천국제공항 ↔ 지축역 (김포공항 미경유)
- ● A7600번 : 인천국제공항 ↔ 민락동 ↔ 대진대 ↔ 양문 ↔ 동송터미널 (2024년 7월 8일부터 운행재개)
- ● A8828번 : 인천국제공항 ↔ 이천 (김포공항 경유)
- ● A8829번 : 인천국제공항 ↔ 여주 (김포공항, 이천 경유)
- ● A8842번 : 인천국제공항 ↔ 광주종합버스터미널 (김포공항, 사당역, 과천시 경유)
- ● A8843번 : 인천국제공항 ↔ 마석역 (김포공항, 구리시, 평내동 경유)
- ● A8844번 : 인천국제공항 ↔ 김포공항 ↔ 별내역 ↔ 오남역 ↔ 광릉내 (퇴계원읍, 진접읍 경유)
- ● A8848번 : 인천국제공항 ↔ 하남 (동서울, 덕풍시장, 미사지구 경유)
- ● A8849번 : 인천국제공항 ↔ 하남 (김포공항, 덕풍시장, 미사지구 경유)
- ● 인천국제공항 ↔ 원주 (김포공항, 문막 경유, 금강고속과 공동 운행)
- ● 인천국제공항 ↔ 강릉 (김포공항, 평창휴게소 경유 및 일부 시간대 알펜시아 리조트 경유, 강원여객과 공동 운행)
- ● 인천국제공항 ↔ 태백 (김포공항, 제천, 고한 경유, 영암고속과 공동 운행)
- ● 인천국제공항 ↔ 충주
- ● 인천국제공항 ↔ 정읍 (김제 경유, 호남고속과 공동 운행)
- ● 인천국제공항 ↔ 안동 (경북도청, 예천, 점촌 경유)
- ● 인천국제공항 ↔ 여산휴게소 ↔ 남원(전북고속, 금호고속, 호남고속 공동 운행)

## 이전 운행 노선
- ● R3003번 : 도봉산역광역환승센터 ↔ 동송
- ● R3005번 : 도봉산역광역환승센터 ↔ 와수리 (일부 시간대 경기도청북부청사 경유)
- ● R3006번 : 포천 ↔ 동송 (2010년 폐선)
- ● R3007번 : 포천 ↔ 와수리 (2010년 폐선)
- ● R3007번 : 성남 ↔ 가천대 ↔ 가락시장역 ↔ 잠실역 ↔ 포천 ↔ 양문 ↔ 운천 ↔ 신철원 ↔ 와수리 (2020년 3월 16일 코로나바이러스감염증-19 인하여 운행중단)
- ● R3008번 : 인천 ↔ 고양터미널 ↔ 송우리 ↔ 대진대 ↔ 포천시외버스터미널 ↔ 영북면 ↔ 동송 (장암, 의정부터미널 미경유,  2023년 8월 16일부로 수요저조으로부터 운행 중단)
- ● R3300번 : 연천 ↔ 전곡 ↔ 초성리 ↔ 소요산역 ↔ 동두천역 ↔ 동두천터미널 ↔ 의정부민락동 ↔ 잠실역 ↔ 가락시장역 ↔ 수서역 (2022년 5월 1일 운휴상태)
- ● R3700번 : 의정부 ↔ 김포공항 (2014년 4월 1일 신성운수로부터 양도, 인천방면 미경유, 2023년 8월 12일 운휴상태)
- ● R3800번 : 의정부 ↔ 인천 (2014년 6월 23일 기존 R3700번에서 분리 신설,  의정부역 경유, 2017년 8월 7일 폐선)
- ● R5000번 : 인천 ↔ 동송 (일자 미상 폐선)
- ● R5100번 : 성남 ↔ 와수리 (일자 미상 폐선)
- ● R8142번 : 동서울 ↔ 부천 (2019년 11월 22일 폐선)
- ● R8416번 : 성남 ↔ 오산 ↔ 송탄 (2023년 4월 1일 직행좌석버스로 전환 및 8301번으로 변경)
- ● A7600번 : 인천국제공항 ↔ 포천 (2019년 11월 5일 신설, 장암역, 민락2지구 경유, 2020년 3월 경에 페선)